# Isabel Jagelão
Isabela Jagelão, Rainha da Hungria (em húngaro: Izabella királyné; em polonês: Izabela Jagiellonka; 18 de janeiro de 1519 – 15 de setembro de 1559) foi Rainha consorte do Reino da Hungria oriental por casamento com João Zápolya entre 1539 a 1540, e também foi Rainha regente da hungria oriental no nome de seu Filho, João Sigismundo Zápolya, duas vezes, a primeira entre 1540 a 1551, e a segunda ocorreu entre 1556 a 1559, ano em que faleceu.
Isabela Casimira Jagelão nasceu em 18 de janeiro de 1519, e foi a filha mais velha do casal de monarcas da Polônia e Lituânia, Sigismundo I, o velho e Bona Sforza. Foi batizada com esse nome em homenagem a sua avó materna, Isabel de Nápoles. Na época de seu nascimento, como seu pai não tinha herdeiros homens (pelo menos não legítimos), era uma potêncial sucessora de seu pai, não sendo a herdeira presuntiva, já que tecnicamente falando era a 3° na linha de sucessão ao trono, atrás das suas duas meias-irmãs mais velhas do primeiro casamento de seu Pai com Barbara Zápolya, Edviges e Ana. Mas com o nascimento de seu Irmão, Sigismundo II Augusto, em 1520, as chances de algum dia virar Rainha reinante desapareceram. Apesar de não ser a herdeira, Isabela era a filha favorita de Bona e Sigismundo, e graças a isto, teve uma educação exemplar, bem melhor que a de suas irmãs mais novas. Ela teve como tutor, o professor humanista, Johannes Honterus. Ela aprendeu a falar quatro Idiomas: o Polônes (sua língua nativa), o Latim, o Itáliano e o Alemão. E diferente de suas irmãs mais novas, por ser a favorita, seus Pais a levavam com eles nas viagens ao Grão-Ducado da Lituânia (Duas em específico, a primeira entre 1527-1529 e a segunda entre 1533-1536).
Isabela teve várias propôstas de casamento. Por exemplo, quando ela era um bebê de apenas 2 meses, em março de 1519, diplomatas francêses tentaram arranjar um casamento entre a pequena princesa e um dos filhos do Rei Francisco I, pois a França queria apóio nas eleições imperiais de 1519 para o Sacro Império Romano-Germânico. Mas essas negociações não foram para frente, e Sigismundo I optou por apóiar o Rei da Espanha, Carlos V. Mas a mãe de Isabela, Bona, queria que sua filha se casasse com um príncipe francês, já que apesar da França ter depôsto a família de Bona do trono de Milão, ela via esse casamento como uma oportunidade se assegurar a continuidade da sua linhagem em Milão (que na época, era dominado pela França). Então, em 1524, quando a Aliança Franco-Polaca foi firmada, foi cogitado um casamento duplo entre a França e a Polônia. Aonde o filho de Sigismundo I, Sigismundo Augusto, se casaria com alguma filha de Francisco I, e o Príncipe Henrique Valois, iria se casar com uma das filhas de Sigismundo, e a escolhida por Sigismundo seria Isabela, já que era Tradição na Polônia que a mais filha velha de um Rei se casasse primeiro. Mas após a França ser derrotada na Batalha de Pavia, durante as Guerras Italianas, a aliança foi desfeita e o acordo de casamento rompido. Após isso, Bona percebeu que um casamento com a França estava fora de questão, Bona decidiu casar sua filha com algum duque itáliano. A avó de Isabela, e mãe de Bona, Isabel de Nápoles, propôs casar a pequena neta com o duque de Milão, Francisco II Sforza, que era Primo de Bona e que havia recuperado o trono milanês da França em 1521 com ajuda dos Habsburgos. Mas Sigismundo I negou a oferta de sua sogra, pois o domínio de Francisco II era contestado pela França, que lutava para recuperar o Ducado nas Guerras Italianas. Bona então decidiu propõr um casamento entre Isabela e o Duque de Mântua, Francisco II Gonzaga, o mas ele negou a oferta e optou por se casar com Margarida Paléoga. Sigismundo I então decidiu tentar uma aproximação com os Habsburgos, e propôs casar Isabela com Maximiliano Habsburgo, Filho mais velho de Fernando I da Áustria. Mas a oferta foi negada, pois Isabela era bem mais velha que Maximiliano (8 Anos de diferença), sem contar que ambos eram primos.
Por volta de 1531, surgiu a ideia de casar Isabela com o Rei da Hungria Oriental, João Zápolya. A ideia desse casamento foi fortemente apóiada por Bona Sforza, que era uma forte oponente dos Habsburgos, e que viu ali uma oportunidade de enfraquecer a influência dos mesmos, já que este casamento forçaria a Polônia a apóiar a Casa de Zápolya na disputa pelo trono húngaro. Mas inicialmente, Sigismundo negou a oferta de Bona, e um acordo de casamento entre Isabela e João só foi ser concluído em meados de abril de 1538, e o Dote de Isabela foi fechado em 32.000 Ducados e mais 6.000 em valor de propriedades na Polônia. Em troca, foi lhe garantida as Cidades de Iňačovce, Lipova, Dévaványa, Číčov e Tokaj, além de Castelos nas cidades de Debrecen e Regéc. Apesar da maior parte da nobreza polaca não apóiar esse acordo, o casamento prosseguiu mesmo assim. Não se sabe a data exata do Casamento por procuração, mas estima-se que ocorreu em 28 de janeiro ou em 2 de fevereiro de 1539. E em 22 de Fevereiro de 1539, Isabela, de 20 anos, chegou em Székesfehérvár, aonde conheceu seu noivo, João, de 52 Anos. Eles então se casaram em 23 de fevereiro, e Isabela foi coroada Rainha da Hungria.
A vida de casada de Isabela foi curta e infeliz, seu marido era muito mais velho que ela, e vivia se queixando de problemas de saúde, principalmente da Gota. Mas juntos eles tiveram um Filho, João Sigismundo Zápolya, nascido em 7 de Julho de 1540. Mas em 22 de Julho de 1540, João Zápolya veio a Falecer devido a uma Hemorragia intracerebral, 2 semanas depois do nascimento do seu filho. E com sua morte, de acordo com o Tratado de Nagyvárad, assinado em 1538 entre os Habsburgos e João Zápolya, quem deveria suceder João no trono era Fernando I. Mas os nobres húngaros se negaram a cumprir este acordo, e elegeram o filho de Isabela e João em setembro de 1540, como novo Rei, que subiu ao trono húngaro, e Isabela assumiu como Regente do filho. Furioso com a notícia, Fernando ordenou uma invasão a hungria oriental. E os Otomanos também aproveitaram da situação e invadiram a hungria, capturando a Cidade de Buda. Isabela então tentou obter apóio, mas seu Pai, Sigismundo I, se negou a ajuda-la. Os otomanos anexaram a maior parte das terras restantes da hungria, sobrando apenas a Transilvânia e as Terras a leste do Rio Tisza. E então, Isabela tinha em suas mãos territórios devastados pelas Guerras constantes e com graves problemas financeiros. Ela ainda tinha que saber lidar dois grandes desafios políticos: os Otomanos e Habsburgos. Mas em setembro de 1541, ela assinou um acordo com Fernando, aonde renúnciava as suas Terras a Fernando em troca de manter o Condado de Szepes para ela e seu filho. Mas quando os Otomanos ficaram sabendo disso, eles atacaram os domínios de Isabel, e Fernando não foi capaz de defende-la. E o acordo foi rompido posteriormente.
O Rei da Polônia, Sigismundo I, pai de Isabel, tentou mediar a situação tensa entre a Filha e os Habsburgos com um casamento, aonde Isabel iria se casar com o viúvo, Carlos V, ou seu Irmão, Fernando I, também viúvo, ou com o filho deste, Maximiliano. Mas isto não foi aceito pelos Habsburgos. Posteriormente, em meados de 1548, aproveitando que os turcos estavam ocupados lutando contra os Persas, os Habsburgos forçaram um novo acordo com Isabel, o chamado Tratado de Weissenburg, aonde em troca de desistir da hungria, ela iria receber dois Ducados na Silésia para ela e seu Filho, e seu Filho seria Sustentado por Fernando após a Morte de Isabela. E além disso, João Sigismundo se casaria com uma das Filhas de Fernando I, Joana Habsburgos. Isabela então se mudou para a Silésia com seu filho, mas Fernando não cumpriu o acordo, e o Ducado não lhe dava a renda mensal acordada. Isabela então saiu da Silésia e foi morar na Polônia com sua família, aonde era sustentada por seu irmão, Sigismundo II Augusto, e por sua Mãe, Bona Sforza.
Após o assassinato do Bispado Jorge Martinuzzi, em dezembro de 1551, a situação na Hungria dos Habsburgos estava insustentável, e cada vez mais os Habsburgos perdiam Territórios para os Otomanos. Isabela então recebeu convites da nobreza húngara e do Sultão Otomano para retornar e reassumir a Regência em nome de seu Filho, mas Isabel inicialmente negou. Em vez disso, ela exigiu que Fernando I cumprisse as obrigações e garantisse sua Renda mensal do Tratado de Weissenburg, mas Fernando não tinha condições financeiras de bancar isto. E então, Isabela decidiu retornar para a Hungria junto ao seu Filho, João Sigismundo. Acompanhada por sua Mãe inclusive,  Bona Sforza, que acompanhou a Filha na metade da Viagem, já que estava retornando para a Itália também. Ao chegar na Hungria, João Sigismundo foi novamente declarado como Rei da Hungria, e Isabel reassumiu a Regência do País pela 2° vez. Durante seu 2° Governo, o País estava Instável, e houve uma tentativa de Golpe contra ela, mas isto falhou. A Transilvânia e a Hungria também passavam pela Reforma Protestante, e apesar de ser Católica, Isabela era uma governante tolerante, e decretou Tolerância religiosa por todos os seus domínios.
Isabela Jagelão veio a falecer inesperadamente aos 40 Anos de idade em 15 de setembro de 1559, na Cidade de Alba Iulia, após enfrentar uma longa Doença (Não se sabe qual exatamente), e com sua Morte, seu filho, João Sigismundo Zápolya, assumiu o Trono húngaro formalmente. A Morte de seu Filho sem herdeiros em meados 1571, pôs Fim a Dinastia dos Zápolya na Transilvânia, e levou a ascensão da Dinastia Báthory. E um desses Governantes Báthory, Estêvão Báthory, se Casou com a Irmã mais nova de Isabela, Ana Jagelão da Polônia, e foram eleitos como Co-Regentes da República das Duas Nações, sendo também, Governantes da Transilvânia.